# Kanton Pleumartin
Der Kanton Pleumartin war bis 2015 ein französischer Kanton im Arrondissement Châtellerault im Département Vienne und in der Region Poitou-Charentes; sein Hauptort war Pleumartin. Sein Vertreter im Conseil Régional des Départements war von 2004 bis 2012 ist Bernard Doury (DVD). Ihm folgte Béatrice Forestier (ebenfalls DVD) nach.

## Geografie
Der Kanton lag im Nordosten des Départements Vienne. Im Westen grenzte er an den Kanton Châtellerault-Ouest, im Nordwesten an den Kanton Dangé-Saint-Romain, im Nordosten an das Département Indre, im Osten an das Département Indre-et-Loire, im Süden an die Kantone Saint-Savin und Chauvigny und im Süden und Westen an den Kanton Vouneuil-sur-Vienne. Er lag im Mittel 56 Meter über dem Meeresspiegel, zwischen 46 m in Mairé und 144 m in Coussay-les-Bois.

## Gemeinden
Der Kanton umfasst neun Gemeinden:
| Gemeinde          | Einwohner Jahr | Fläche km² | Bevölkerungsdichte | Postleitzahl | Code INSEE |
| ----------------- | -------------- | ---------- | ------------------ | ------------ | ---------- |
| Chenevelles       | 478 (2013)     | –          | – Einw./km²        | 86450        | 86072      |
| Coussay-les-Bois  | 948 (2013)     | –          | – Einw./km²        | 86270        | 86086      |
| Leigné-les-Bois   | 570 (2013)     | –          | – Einw./km²        | 86450        | 86125      |
| Lésigny           | 539 (2013)     | –          | – Einw./km²        | 86270        | 86129      |
| Mairé             | 163 (2013)     | –          | – Einw./km²        | 86270        | 86143      |
| Pleumartin        | 1223 (2013)    | –          | – Einw./km²        | 86450        | 86193      |
| La Puye           | 611 (2013)     | –          | – Einw./km²        | 86260        | 86202      |
| La Roche-Posay    | 1543 (2013)    | –          | – Einw./km²        | 86270        | 86207      |
| Vicq-sur-Gartempe | 672 (2013)     | –          | – Einw./km²        | 86260        | 86288      |

## Bevölkerungsentwicklung
| 1962  | 1968  | 1975  | 1982  | 1990  | 1999  | 2006  |
| ----- | ----- | ----- | ----- | ----- | ----- | ----- |
| 7.458 | 7.058 | 6.514 | 6.351 | 6.227 | 6.215 | 6.514 |